# Safran Seats
Safran Seats est une entreprise française du groupe Safran, spécialisée dans l'étude et la fabrication de sièges d’aéronefs pour l'industrie aéronautique et spatiale. Safran Seats équipe les avions court, long et moyen-courriers de sièges passagers et équipages. La société conçoit également des sièges techniques pour hélicoptères.
L'entreprise regroupe sous ce nouveau nom les activités correspondantes de Zodiac Aerospace, après le rachat de ce groupe par Safran en 2018 ; ce rachat a conduit d'autre part à la création de Safran Aerosystems et Safran Cabin pour regrouper ces deux autres activités de Zodiac Aerospace. 

## Historique
En 1989, la société américaine Weber Aircraft, créé en 1965, intègre Zodiac Aerospace.
En 1992, Sicma Aero Seat, créé en 1944 et spécialisé dans les sièges de classe économie et affaire également, rejoint le Groupe.
En 2005, l’Américain C&D Aerospace, créé en 1960, fabricant d’intérieurs de cabines est, à son tour, intégré au Groupe. 
En décembre 2011, le Britannique Contour Aerospace, leader mondial des sièges de première classe, rejoint Zodiac Aerospace. 
En 2012, les différentes filiales sont regroupées dans Zodiac Seats.
En 2014, Zodiac est choisi pour réaliser le nouveau siège Business d'Air France. Le siège première est lui fourni par B/E Aerospace.
En 2017 la livraison de sièges accuse d’importants retards, assortis de lourdes pénalités, ce qui pèse sur l’ensemble de Zodiac Aerospace. C’est dans ce contexte que le groupe est fusionné avec Safran,.

## Implantations
Le siège de Safran Seats se situe à Plaisir (Yvelines). Ses activités industrielles sont réparties dans cinq pays :

### États-Unis
- Gainesville[8]

### France
- Issoudun, ancien site de Sicma Aero Seats[9],[10]
- Plaisir
- Saint-Crépin[11]

### Mexique
- Chihuahua[12]

### Royaume-Uni
- Cwmbran

### Tunisie
- Soliman

## Produits
Plus de 150 compagnies aériennes et les principaux constructeurs aéronautiques font appel aux produits de Safran Seats, fabricants développant une large gamme de sièges innovants, modulaires et sur-mesure.

### Sièges d'avions
- Siège de classe économie.
- Siège de classe premium économie.
- Siège de classe affaires[13].
- Siège de première classe.
- Siège équipage.

### Sièges d'hélicoptères
- Siège pilotes
- Sièges passagers

## Part de marché et concurrence
En 2014, Zodiac et l'américain B/E Aerospace détiennent à eux deux plus des deux tiers de parts de marché, suivi de l'allemand Recaro, avec une part de l'ordre de 20%. Suivent des acteurs beaucoup plus petits tels que Sogerma.

## Liste des dirigeants
| Identité                         | Période | Période | Durée |
| Identité                         | Début   | Fin     | Durée |
| -------------------------------- | ------- | ------- | ----- |
| Vincent Mascré (d)               | 2018    | 2022    | 4 ans |
| Victoria Foyt (en) (née en 1958) | 2022    |         |       |